# Dawa Tenzing Sherpa
Dawa Tenzing Sherpa, także Dawa Tenzin Sherpa i Dawa Tenji Sherpa (ur. w 1975 w Nepalu) – nepalski wspinacz, himalaista, Szerpa.

## Życiorys
Karierę himalaisty rozpoczął wiosną 1996 z japońską wyprawą na Manaslu (8163 m). Tym razem nie stanął jeszcze na szczycie. Jesienią 1998 brał udział w kolejnej japońskiej wyprawie na Czo Oju (8201 m). Wtedy po raz pierwszy wszedł na szczyt ośmiotysięcznika. 16 maja 2002 stanął na szczycie Lhotse (8516 m). Wiosną 2003 brał udział w brytyjskiej wyprawie na Mount Everest (8848 m). Wtedy 26 maja 2003 po raz pierwszy stanął na szczycie Mount Everestu.  W kolejnych wyprawach organizowanych przez himalaistów z różnych państw wchodził na szczyty ośmiotysięczników (dane z końca 2021): kilkukrotnie Mount Everestu (17 maja 2004, 29 maja 2005, 17 maja 2006, 24 lub 25 maja 2007, 22 maja 2008, 19 maja 2012, 16 maja 2018, 20 maja 2019, 12 maja 2021), Sziszapangmy (8027 m) jesienią 2003 i jesienią 2004, Czo Oju (8201 m) 2 października 2006 i 4 października 2007, Kanczendzongi (8586 m) 18 lub 19 maja 2009, Manaslu (8163 m) 27 września 2009), Dhaulagiri (8167 m) 13 maja 2010) i 14 maja 2011), Lhotse (8516 m) 14 maja 2019. Wchodził również na wiele niższych szczytów: Ama Dablam (6812 m), Tilicho (7134 m), Meera Peak (6476 m), Imja Tse (6189 m), Dampus (6012 m).
Był członkiem zespołu 10 Nepalczyków, którzy jako pierwsi zdobyli K2 zimą 16 stycznia 2021 roku. Na szczyt K2 wszedł wspomagając się tlenem z butli. Zespół powstał poprzez połączenie grupy Mingma G w skład której wchodził on sam, Kili Pemba Sherpa oraz Mingma Gyalje Sherpa, znany jako Mingma G, organizator grupy i jej dyrektor, z grupą Nirmala Purji, do których dołączył Sona Sherpa z grupy Seven Summit Treks. Po zniszczeniach przez wiatr założonych obozów Nepalczycy z trzech wypraw zebrali grupę 10 osób do ataku szczytowego.